# Elezioni politiche in Italia del 2018
Le elezioni politiche in Italia del 2018 per il rinnovo dei due rami del Parlamento – il Senato della Repubblica e la Camera dei deputati – si sono tenute domenica 4 marzo 2018. Hanno seguito lo scioglimento delle Camere, avvenuto per Decreto del Presidente della Repubblica Sergio Mattarella il 28 dicembre 2017, con un breve anticipo rispetto alla scadenza naturale della XVII legislatura, prevista per il 14 marzo 2018. Nella stessa data si sono svolte anche le elezioni regionali nel Lazio e in Lombardia.
Si è votato per eleggere i 630 deputati e i 315 senatori elettivi della XVIII legislatura; il voto è stato regolamentato dalla legge elettorale italiana del 2017, soprannominata Rosatellum bis, che ha trovato la sua prima applicazione. Complessivamente, nelle ventinove circoscrizioni per il rinnovo della Camera e nelle ventuno per il rinnovo del Senato, sono stati ammessi i candidati di quarantuno liste e due coalizioni.
I risultati hanno visto il centro-destra affermarsi come coalizione più votata, con circa il 37% delle preferenze, mentre la singola lista più votata, il Movimento 5 Stelle, ha raccolto oltre il 32% dei voti. L'affluenza in Italia si è attestata al 72,94% per la Camera dei deputati e al 73,01% per il Senato, in calo di circa il 2,3% rispetto alle elezioni del 2013.

## Sistema di voto
Le elezioni politiche del 2018 si sono tenute con il sistema introdotto dalla legge n. 165 del 3 novembre 2017 (comunemente nota come Rosatellum o Rosatellum bis, dal nome del suo ideatore Ettore Rosato). Essa sostituisce per il Senato della Repubblica il cosiddetto Consultellum, ossia la legge Calderoli modificata in seguito alla sentenza della Corte costituzionale di parziale illegittimità costituzionale, e per la Camera dei deputati la previgente legge elettorale italiana del 2015 (soprannominata Italicum), anch'essa modificata dopo la sentenza della Corte costituzionale che ne ha dichiarato la parziale illegittimità costituzionale. Sia l'Italicum sia il Consultellum non sono mai stati utilizzati durante una consultazione elettorale.
L'impianto della legge, identico a meno di dettagli alla Camera e al Senato, si configura come un sistema elettorale misto a separazione completa. Per entrambe le Camere:
- il 37% dei seggi (232 alla Camera e 116 al Senato) è assegnato con un sistema maggioritario a turno unico in altrettanti collegi uninominali: in ciascun collegio è eletto il candidato più votato, secondo un sistema noto come first-past-the-post;
- il 61% dei seggi (rispettivamente 386 e 193) sono ripartiti proporzionalmente tra le coalizioni e le singole liste che abbiano superato le previste soglie di sbarramento nazionali; il riparto dei seggi è effettuato a livello nazionale per la Camera e a livello regionale per il Senato; a tale scopo sono istituiti collegi plurinominali nei quali le liste si presentano sotto forma di listini bloccati di candidati;
- il 2% dei seggi (12 deputati e 6 senatori) è destinato al voto per corrispondenza degli italiani residenti all'estero e viene assegnato con un sistema proporzionale che prevede il voto di preferenza.

| Camera dei deputati          | Camera dei deputati | Camera dei deputati | Camera dei deputati         | Camera dei deputati | Senato della Repubblica      | Senato della Repubblica | Senato della Repubblica | Senato della Repubblica     | Senato della Repubblica |
| Circoscrizione               | Seggi prop.         | Seggi prop.         | Seggi magg. (collegi unin.) | Seggi complessivi   | Circoscrizione               | Seggi prop.             | Seggi prop.             | Seggi magg. (collegi unin.) | Seggi complessivi       |
| Circoscrizione               | Collegi plurin.     | Seggi               | Seggi magg. (collegi unin.) | Seggi complessivi   | Circoscrizione               | Collegi plurin.         | Seggi                   | Seggi magg. (collegi unin.) | Seggi complessivi       |
| ---------------------------- | ------------------- | ------------------- | --------------------------- | ------------------- | ---------------------------- | ----------------------- | ----------------------- | --------------------------- | ----------------------- |
| Abruzzo                      | 2                   | 9                   | 5                           | 14                  | Abruzzo                      | 1                       | 5                       | 2                           | 7                       |
| Basilicata                   | 1                   | 4                   | 2                           | 6                   | Basilicata                   | 1                       | 6                       | 1                           | 7                       |
| Calabria                     | 2                   | 12                  | 8                           | 20                  | Calabria                     | 1                       | 6                       | 4                           | 10                      |
| Campania 1                   | 3                   | 20                  | 12                          | 32                  | Campania                     | 3                       | 18                      | 11                          | 29                      |
| Campania 2                   | 3                   | 18                  | 10                          | 28                  | Campania                     | 3                       | 18                      | 11                          | 29                      |
| Emilia-Romagna               | 4                   | 28                  | 17                          | 45                  | Emilia-Romagna               | 2                       | 14                      | 8                           | 22                      |
| Friuli-Venezia Giulia        | 1                   | 8                   | 5                           | 13                  | Friuli-Venezia Giulia        | 1                       | 5                       | 2                           | 7                       |
| Lazio 1                      | 3                   | 24                  | 14                          | 38                  | Lazio                        | 3                       | 18                      | 10                          | 28                      |
| Lazio 2                      | 2                   | 13                  | 7                           | 20                  | Lazio                        | 3                       | 18                      | 10                          | 28                      |
| Liguria                      | 2                   | 10                  | 6                           | 16                  | Liguria                      | 1                       | 5                       | 3                           | 8                       |
| Lombardia 1                  | 4                   | 25                  | 15                          | 40                  | Lombardia                    | 5                       | 31                      | 18                          | 49                      |
| Lombardia 2                  | 2                   | 14                  | 8                           | 22                  | Lombardia                    | 5                       | 31                      | 18                          | 49                      |
| Lombardia 3                  | 2                   | 15                  | 8                           | 23                  | Lombardia                    | 5                       | 31                      | 18                          | 49                      |
| Lombardia 4                  | 2                   | 11                  | 6                           | 17                  | Lombardia                    | 5                       | 31                      | 18                          | 49                      |
| Marche                       | 2                   | 10                  | 6                           | 16                  | Marche                       | 1                       | 5                       | 3                           | 8                       |
| Molise                       | 1                   | 1                   | 2                           | 3                   | Molise                       | 1                       | 1                       | 1                           | 2                       |
| Piemonte 1                   | 2                   | 14                  | 9                           | 23                  | Piemonte                     | 2                       | 14                      | 8                           | 22                      |
| Piemonte 2                   | 2                   | 14                  | 8                           | 22                  | Piemonte                     | 2                       | 14                      | 8                           | 22                      |
| Puglia                       | 4                   | 26                  | 16                          | 42                  | Puglia                       | 2                       | 12                      | 8                           | 20                      |
| Sardegna                     | 2                   | 11                  | 6                           | 17                  | Sardegna                     | 1                       | 5                       | 3                           | 8                       |
| Sicilia 1                    | 3                   | 16                  | 9                           | 25                  | Sicilia                      | 2                       | 16                      | 9                           | 25                      |
| Sicilia 2                    | 3                   | 17                  | 10                          | 27                  | Sicilia                      | 2                       | 16                      | 9                           | 25                      |
| Toscana                      | 4                   | 24                  | 14                          | 38                  | Toscana                      | 2                       | 11                      | 7                           | 18                      |
| Trentino-Alto Adige/Südtirol | 1                   | 5                   | 6                           | 11                  | Trentino-Alto Adige/Südtirol | 1                       | 1                       | 6                           | 7                       |
| Umbria                       | 1                   | 6                   | 3                           | 9                   | Umbria                       | 1                       | 5                       | 2                           | 7                       |
| Valle d'Aosta/Vallée d'Aoste | 0                   | 0                   | 1                           | 1                   | Valle d'Aosta/Vallee d'Aoste | 0                       | 0                       | 1                           | 1                       |
| Veneto 1                     | 2                   | 12                  | 8                           | 20                  | Veneto                       | 2                       | 15                      | 9                           | 24                      |
| Veneto 2                     | 3                   | 19                  | 11                          | 30                  | Veneto                       | 2                       | 15                      | 9                           | 24                      |
| Estero                       | –                   | 12                  | –                           | 12                  | Estero                       | –                       | 6                       | –                           | 6                       |
| Totale                       | 63                  | 398                 | 232                         | 630                 | Totale                       | 33                      | 199                     | 116                         | 315                     |

### Modalità di espressione del voto
La scheda elettorale per il rinnovo della Camera dei deputati (di colore rosa) e quella, analoga, per il rinnovo del Senato della Repubblica (di colore giallo e riservata agli elettori che abbiano compiuto 25 anni) riportavano i nomi dei candidati nel collegio uninominale in cui ricadeva il territorio dell'elettore e, immediatamente sotto, i riquadri contenenti i contrassegni delle liste collegate, ciascuno affiancato dall'elenco dei candidati di quella lista nel collegio plurinominale di afferenza.
I seggi elettorali sono stati aperti domenica 4 marzo dalle ore 7:00 alle 23:00. Il voto poteva essere espresso in tre modi: 
- tracciando un solo segno sul simbolo di una lista: in questo caso il voto si intende espresso, oltre che in favore della lista votata, anche in favore del candidato nel collegio uninominale al quale la lista è collegata;
- tracciando un segno sul simbolo di una lista e un segno sul nome del candidato nel collegio uninominale da essa sostenuto: anche in questo caso il voto è attribuito sia alla lista sia al candidato; non è ammesso il voto disgiunto, saranno cioè considerate nulle le schede votate in favore di un candidato del collegio uninominale e di una lista a lui non collegata, né il voto a più di una lista, anche se facenti parti di una medesima coalizione, comportando anche il tal caso la nullità della scheda;
- tracciando un solo segno sul nome del candidato nel collegio uninominale (senza indicare alcuna lista): in questo caso, il voto si intende espresso, oltre che in favore del candidato, anche in favore della lista o delle liste a lui collegate; se sono più di una, il voto viene ripartito in proporzione ai voti da queste complessivamente ottenuti nel medesimo collegio uninominale.

Per la prima volta le schede sono state munite di un cosiddetto "tagliando antifrode", un lembo rimovibile recante un codice alfanumerico. Prima di consegnarle all'elettore i componenti del seggio hanno annotato il codice riportato. Dopo l'espressione del voto da parte dell'elettore, il presidente di seggio ha verificato la corrispondenza del codice, staccato il tagliando antifrode in modo da rendere irriconoscibile la scheda, e ha infine inserito la scheda nell'urna elettorale. La procedura ha comportato notevoli rallentamenti nelle operazioni di voto.

#### Voto estero

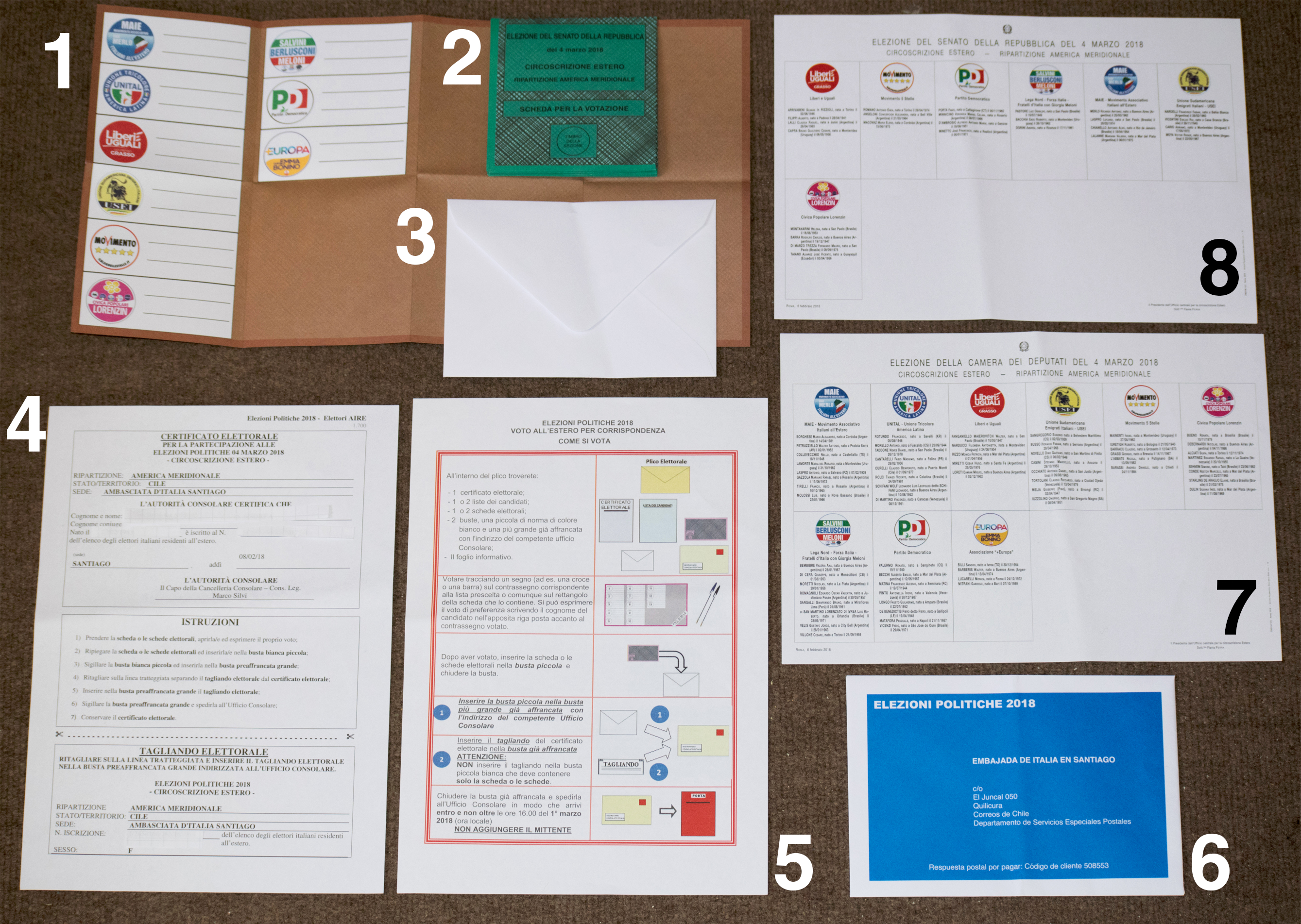
Contenuto del plico elettorale per il voto all'estero (ripartizione America meridionale): scheda aperta per la Camera (1); scheda chiusa per il Senato (2); busta per la restituzione delle sole schede (3); certificato elettorale (4); istruzioni (5); busta preaffrancata per la restituzione del materiale, inclusa la busta con le schede (6); elenchi dei candidati nella ripartizione (7-8).

Gli elettori italiani residenti all'estero (circa 4 milioni) hanno potuto esercitare il diritto di voto per corrispondenza utilizzando il materiale ricevuto presso il proprio domicilio. Le schede elettorali, di colore diverso a seconda della ripartizione, dovevano essere fatte pervenire al relativo ufficio consolare entro il 1º marzo 2018, e, come di consueto, sono state poi scrutinate in Italia contemporaneamente alle schede votate sul territorio nazionale, alle 23:00 del 4 marzo.
Il 5 gennaio 2018 il Tribunale di Venezia aveva accolto un ricorso - avviato nell'ottobre 2016 in occasione del referendum svoltosi due mesi dopo - sulla legittimità costituzionale delle norme che regolano le modalità di voto degli elettori della circoscrizione Estero, le quali, secondo il giudice rimettente, non sono in grado di garantire i principi di segretezza, personalità e libertà di voto. La Corte costituzionale tuttavia, esaminando il ricorso il 21 febbraio 2018, senza entrare nel merito della questione, lo ha giudicato inammissibile in quanto l'organo legittimato a sollevare l'incidente di costituzionalità in tale ambito è l'Ufficio centrale per il referendum presso la Corte di cassazione, che sarebbe potuto intervenire se il ricorso fosse stato presentato all'Ufficio centrale per la circoscrizione Estero anziché al Tribunale di Venezia.
Il 5 marzo 2018 la Procura di Roma ha reso nota l'esistenza di due inchieste su presunti brogli in Canada e Germania, in quest'ultimo caso avviata dopo una video-denuncia della trasmissione televisiva Le Iene.

## Quadro politico
Durante la XVII legislatura, iniziatasi il 15 marzo 2013, poco dopo le elezioni di febbraio 2013, e avviatasi al termine con lo scioglimento delle camere del 28 dicembre 2017, si sono susseguiti i governi Letta, Renzi e Gentiloni.
Pochi mesi dopo l'inizio della legislatura, a novembre 2013, Il Popolo della Libertà, principale forza di centrodestra, si divise sulla scelta di appoggiare il governo Letta: la maggior parte dei membri aderì alla rinata Forza Italia, collocandosi all'opposizione, mentre coloro che restarono in maggioranza insieme al Partito Democratico fondarono il Nuovo Centrodestra (dal 2017 Alternativa Popolare), sotto la guida di Angelino Alfano. A dicembre 2017, quando Alfano ha annunciato di non partecipare alle elezioni del 2018, una parte degli aderenti ad Alternativa Popolare è rimasta alleata al PD costituendo, insieme ad altre forze minori, la lista Civica Popolare guidata da Beatrice Lorenzin; altri esponenti hanno invece tentato di rientrare nella coalizione di centrodestra.
Silvio Berlusconi, non più candidabile in base alla legge Severino, ha comunque mantenuto la guida di Forza Italia, che si è presentata all'interno della coalizione con Lega, Fratelli d'Italia e altre formazioni di centrodestra. La Lega, sotto la segreteria di Matteo Salvini, ha provato ad allargare il bacino elettorale del partito facendo, nei mesi precedenti, campagna elettorale anche nelle regioni meridionali e scegliendo per tale ragione di concorrere alle elezioni eliminando la parola Nord dal proprio simbolo. Tra le altre forze di centro/centrodestra, nel 2013 Scelta Civica si è ridimensionata dopo l'abbandono di Mario Monti, confluendo alla vigilia delle nuove elezioni politiche nel movimento Noi con l'Italia (tra i cui esponenti sono presenti Raffaele Fitto e Maurizio Lupi), presente nella coalizione con un'omonima lista unitaria a cui si è aggregata l'Unione di Centro; Raffaele Fitto è il capo della nuova forza politica, mentre Lorenzo Cesa, già segretario dell'UdC, veste la carica di presidente. L'UdC nel 2016 aveva visto l'abbandono di Pier Ferdinando Casini, il quale aveva scelto, a differenza del suo partito, di appoggiare la riforma costituzionale di Matteo Renzi, formando poi un nuovo movimento alleato del Partito Democratico, Centristi per l'Europa.
L'esito del referendum costituzionale di dicembre 2016 registrò tra le conseguenze politiche l'inasprimento delle tensioni interne al PD, la cui gestione è accentrata nelle mani di Matteo Renzi dalla sua vittoria alle primarie di dicembre 2013. Nel 2017 una scissione dà vita a una nuova formazione guidata da Pier Luigi Bersani e Roberto Speranza, Articolo 1 - Movimento Democratico e Progressista, che insieme a Sinistra Italiana, in cui nel 2016 era confluita Sinistra Ecologia Libertà, e a Possibile ha poi formato una nuova lista elettorale "a sinistra del PD" e alternativa ai tre poli già esistenti, denominata Liberi e Uguali, la cui guida è affidata al Presidente del Senato Pietro Grasso. Sempre nel 2017, l'ex sindaco di Milano Giuliano Pisapia aveva tentato di lanciare "Campo Progressista", movimento politico che si proponeva di formare un'unica coalizione di centrosinistra che potesse riconciliare gli scissionisti di Articolo 1 con il PD, finito con la nascita di Liberi e Uguali.
In precedenza Anna Falcone e Tomaso Montanari avevano avviato un'iniziativa divenuta nota come «del Brancaccio» con l'intento di unire tutti i vari partiti di sinistra in una lista unitaria alternativa al PD, tentativo fallito sia a causa di dissidi interni sia alla nascita di LeU. Altri soggetti, tra cui i partiti Rifondazione Comunista, Rete dei Comunisti, Partito Comunista Italiano, Sinistra Anticapitalista, Movimento RadicalSocialista, Risorgimento Socialista, la rete Eurostop con Giorgio Cremaschi e comitati come No TAV, No TAP e No MUOS, si sono uniti alla proposta partita dal centro sociale napoletano Ex OPG - Je so' Pazzo confluendo nella lista unitaria Potere al Popolo!. I partiti Sinistra Classe Rivoluzione e Partito Comunista dei Lavoratori hanno formato una lista denominata "Per una Sinistra Rivoluzionaria". Il Partito Comunista invece si è presentato da solo con il proprio simbolo.
Tra le molteplici forze presenti nella coalizione del centro-sinistra, oltre al PD, erano presenti la nuova lista di Emma Bonino, +Europa, alla quale Bruno Tabacci il 4 gennaio 2018 aveva concesso l'uso del simbolo di Centro Democratico come espediente per non dover raccogliere le firme per la candidatura; la lista unitaria Civica Popolare, guidata da Beatrice Lorenzin e composta da componenti di Alternativa Popolare, Centristi per l'Europa, Italia dei Valori, Democrazia Solidale e L'Italia è Popolare; la lista unitaria Italia Europa Insieme, anche nota semplicemente come "Insieme" e guidata da Giulio Santagata, che includeva il Partito Socialista Italiano, la Federazione dei Verdi e Area Civica.
Tra i maggiori partiti rimaneva nuovamente non coalizzato il Movimento 5 Stelle, che nelle elezioni amministrative del 2016 era riuscito a prevalere a Roma e Torino. Il Movimento, rimasto intanto privo del fondatore Gianroberto Casaleggio, con le primarie del settembre 2017 aveva scelto Luigi Di Maio come candidato premier.
Forza Nuova e Movimento Sociale Fiamma Tricolore a gennaio 2018 avevano annunciato di correre uniti con la lista "Italia agli Italiani", che comprendeva anche il movimento Fasci italiani del lavoro; tra le altre forze dell'estrema destra rimaneva invece autonoma CasaPound.
Per quanto riguarda il premier uscente, Paolo Gentiloni il 7 gennaio 2018 aveva dichiarato in un'intervista televisiva che il suo impegno sarebbe finito con le elezioni.

### Liste e coalizioni

#### Liste più presenti nelle circoscrizioni
Di seguito le coalizioni e le liste presentate in almeno la metà delle circoscrizioni della Camera dei deputati e/o del Senato della Repubblica.
| Liste | Liste                               | Liste                               | Leader                | Collocazione                                                     | Ideologia principale                                    | Circoscrizioni in cui si presenta | Circoscrizioni in cui si presenta |
| Liste | Liste                               | Liste                               | Leader                | Collocazione                                                     | Ideologia principale                                    | Camera (su 29)                    | Senato (su 21)                    |
| --- | ----------------------------------- | ----------------------------------- | --------------------- | ---------------------------------------------------------------- | ------------------------------------------------------- | --------------------------------- | --------------------------------- |
| | Coalizione di centro-destra         | Forza Italia                        | Silvio Berlusconi     | Centro-destra                                                    | Conservatorismo liberale                                | 27                                | 19                                |
| Lega | Coalizione di centro-destra         | Matteo Salvini                      | Destra/Estrema destra | Sovranismo, populismo di destra, euroscetticismo                 | 28                                                      | 20                                |                                   |
| Fratelli d'Italia | Coalizione di centro-destra         | Giorgia Meloni                      | Destra/Estrema destra | Conservatorismo nazionale e sociale, nazionalismo, post-fascismo | 27                                                      | 19                                |                                   |
| Noi con l'Italia - UDC | Coalizione di centro-destra         | Raffaele Fitto                      | Centro                | Conservatorismo liberale, cristianesimo democratico              | 28                                                      | 20                                |                                   |
| Altre: FI-FdI-Nuova Valle d'Aosta (circoscrizione Valle d'Aosta); Salvini-Berlusconi-Meloni (circoscrizione Estero)                                        | Coalizione di centro-destra         |                                     |                       |                                                                  |                                                         |                                   |                                   |
| | Coalizione di centro-sinistra       | Partito Democratico                 | Matteo Renzi          | Centro-sinistra                                                  | Riformismo, socialdemocrazia, europeismo                | 28                                | 20                                |
| +Europa | Coalizione di centro-sinistra       | Emma Bonino                         | Centro                | Europeismo, liberalismo                                          | 28                                                      | 20                                |                                   |
| Civica Popolare | Coalizione di centro-sinistra       | Beatrice Lorenzin                   | Centro                | Cristianesimo democratico                                        | 28                                                      | 20                                |                                   |
| Italia Europa Insieme | Coalizione di centro-sinistra       | Giulio Santagata                    | Centro-sinistra       | Socialdemocrazia, ambientalismo                                  | 27                                                      | 19                                |                                   |
| Altre: SVP - PATT (circoscrizione Trentino-Alto Adige/Südtirol); Vallée d'Aoste - Tradition et Progrès (PD-UV-UVP-Edelweiss, circoscrizione Valle d'Aosta) | Coalizione di centro-sinistra       |                                     |                       |                                                                  |                                                         |                                   |                                   |
| | Movimento 5 Stelle                  | Movimento 5 Stelle                  | Luigi Di Maio         | Trasversale                                                      | Populismo, democrazia diretta, euroscetticismo          | 29                                | 21                                |
| | Liberi e Uguali                     | Liberi e Uguali                     | Pietro Grasso         | Sinistra                                                         | Socialismo democratico, europeismo, progressismo        | 28                                | 20                                |
| | CasaPound Italia                    | CasaPound Italia                    | Simone Di Stefano     | Estrema destra                                                   | Neofascismo, sovranismo                                 | 28                                | 20                                |
| | Potere al Popolo!                   | Potere al Popolo!                   | Viola Carofalo        | Sinistra radicale                                                | Anticapitalismo, populismo di sinistra, euroscetticismo | 28                                | 20                                |
| | Il Popolo della Famiglia            | Il Popolo della Famiglia            | Mario Adinolfi        | Destra cristiana                                                 | Conservatorismo sociale                                 | 26                                | 18                                |
| | Italia agli Italiani                | Italia agli Italiani                | Roberto Fiore         | Estrema destra                                                   | Neofascismo, nazionalismo                               | 21                                | 14                                |
| | Partito Valore Umano                | Partito Valore Umano                | Pasquale Ruga         | Trasversale                                                      | Umanesimo                                               | 18                                | 12                                |
| | Partito Comunista                   | Partito Comunista                   | Marco Rizzo           | Estrema sinistra                                                 | Comunismo, euroscetticismo forte                        | 16                                | 13                                |
| | Partito Repubblicano Italiano - ALA | Partito Repubblicano Italiano - ALA | Denis Verdini         | Centro                                                           | Mazzinianesimo, liberalismo sociale                     | 13                                | 11                                |

Note sulle coalizioni
- La coalizione di centro-destra nella circoscrizione Valle d'Aosta (Camera e Senato) si presenta con una lista unitaria (Centrodestra Valdostano) che unisce Forza Italia, Fratelli d'Italia e il movimento locale Nuova Valle d'Aosta, mentre la Lega corre autonomamente[72]. Nella circoscrizione Estero, nella quale come in Valle d'Aosta non sono presenti coalizioni, Forza Italia, Fratelli d'Italia e Lega hanno formato la lista unitaria recante il simbolo "Salvini-Berlusconi-Meloni", presente in tutte le ripartizioni per la Camera e il Senato; Noi con l'Italia - UdC è presente distintamente solo nella ripartizione Europa[73].
- La coalizione di centro-sinistra nella circoscrizione Trentino-Alto Adige/Südtirol (Camera e Senato) è composta anche dalla lista autonomista SVP - PATT, guidata da Philipp Achammer. Nella circoscrizione Valle d'Aosta (Camera e Senato) è presente con un'unica lista (Vallée d'Aoste - Tradition et Progrès) che unisce il Partito Democratico ai partiti locali Union Valdôtaine, Union Valdôtaine Progressiste e Edelweiss Popolare Autonomista Valdostano[72][74]. Nella circoscrizione Estero Partito Democratico, Civica Popolare Lorenzin e +Europa sono presenti distintamente in tutte le ripartizioni (+Europa è assente nella ripartizione America meridionale per il Senato), mentre è assente Italia Europa Insieme[73].

#### Altre liste
- Per una Sinistra Rivoluzionaria (PCL - SCR), guidata da Claudio Bellotti, presente in 13 circoscrizioni per la Camera e 10 per il Senato
- 10 Volte Meglio, guidata da Andrea Dusi, presente in 14 circoscrizioni solo per la Camera
- Autodeterminatzione, lista guidata da Anthony Muroni che riunisce RossoMori, Sardos, Comunidades, Indipendentzia Repubrica de Sardigna, Sardigna Natzione Indipendentzia, Liberu, Sardegna Possibile e Gentes, presente nella circoscrizione Sardegna per la Camera e per il Senato
- Blocco Nazionale per le Libertà (IR - DC), guidata da Massimo Renato Lorenzo Mallucci de Mulucci, presente in 5 circoscrizioni solo per la Camera
- Democrazia Cristiana, guidata da Giovanni Angelo Fontana, presente nella circoscrizione Lazio per il Senato
- Destre Unite - Forconi, guidata da Massimiliano Panero, presente in 2 circoscrizioni per il Senato
- Free Flights to Italy, guidata da Giuseppe Macario, presente nella circoscrizione Estero (ripartizione America settentrionale e centrale - Camera)
- Grande Nord, guidata da Roberto Bernardelli, presente in 4 circoscrizioni per la Camera e 2 per il Senato
- Italia nel Cuore, guidata da Mauro Tiboni, presente nella circoscrizione Lombardia 3 per la Camera
- Lista del Popolo per la Costituzione, guidata da Antonio Ingroia, presente in 9 circoscrizioni per la Camera e 7 per il Senato
- MAIE, guidata da Ricardo Merlo, presente nella circoscrizione Estero (ripartizioni America settentrionale e centrale e America meridionale - Camera e Senato)
- Movimento delle Libertà, guidato da Massimo Romagnoli presente nella circoscrizione Estero (ripartizione Europa - Camera e Senato)
- Patto per l'Autonomia, guidata da Massimo Moretuzzo, presente nella circoscrizione Friuli-Venezia Giulia per la Camera e per il Senato
- Per Tutti - Pour Tous - Pe Tcheut, lista che unisce ALPE, Stella Alpina e Pour Notre Vallée, presente nella circoscrizione Valle d'Aosta per la Camera e per il Senato[72][74]
- Rinascimento - MIR, guidata da Gerardo Meridio, presente nella circoscrizione Friuli-Venezia Giulia per la Camera e per il Senato
- Risposta Civica, presente nella circoscrizione Valle d'Aosta per la Camera e per il Senato[72]
- SìAmo, guidata da Dario Miedico, presente nella circoscrizione Friuli-Venezia Giulia per la Camera e per il Senato
- SMS - Stato Moderno Solidale, guidata da Silvana Arbia, presente nella circoscrizione Basilicata per il Senato
- UNITAL, guidata da Fabio Cantarelli, presente nella circoscrizione Estero (ripartizione America meridionale - Camera)
- USEI, presente nella circoscrizione Estero (ripartizione America meridionale - Camera e Senato)

## Campagna elettorale e programmi
La prima fase di campagna elettorale era stata contraddistinta, in contrasto agli onerosi programmi annunciati dai partiti, dall'appello del Presidente della Repubblica Sergio Mattarella per la presentazione di proposte "realistiche e concrete" durante il tradizionale messaggio di fine anno, in cui aveva anche espresso l'auspicio per un'alta partecipazione al voto, rivolgendosi in particolare ai giovani.

### Coalizione di centro-destra
Il principale punto delle proposte del centrodestra era stata una riforma fiscale basata sull'introduzione di una flat tax, per Berlusconi inizialmente basata sull'aliquota corrente più bassa (23%) con una no tax area innalzata a 12.000 euro, procedendo poi a una futura riduzione graduale dell'aliquota, da Salvini invece auspicata da subito al 15%; si trattava secondo Il Sole 24 ORE di una misura dal costo di 25 miliardi l'anno se calcolata al 20% o fino a 40 miliardi se abbassata al 15%, per i proponenti cifre che sarebbero state finanziate dagli effetti positivi sull'economia e una forte riduzione delle detrazioni. Forza Italia aveva anche proposto la cancellazione dell'IRAP, l'aumento delle pensioni minime a 1.000 euro, l'introduzione di un "reddito di dignità" per combattere la povertà, decontribuzioni sulle assunzioni giovanili, modifiche alla legge Fornero sulle pensioni e la promozione di un piano Marshall europeo per l'Africa.
Complessivamente si trattava di un programma da almeno 100 miliardi di euro, che i proponenti prevedevano di finanziare con un taglio alle agevolazioni fiscali, ai "cattivi" trasferimenti alle imprese, dalla lotta all'evasione, dalla chiusura dei contenziosi tra stato e contribuenti, dalla valorizzazione beni confiscati alle mafie e dalla spending review. Durante la campagna elettorale Berlusconi aveva inoltre riproposto la formula del contratto con gli italiani, con cui prometteva di lavorare con il futuro premier per portare il tasso di disoccupazione sotto la media europea (8,7%) entro fine legislatura, e, a pochi giorni dal voto aveva proposto Antonio Tajani come figura per guidare la coalizione al suo posto dopo il voto, vista la sua incandidabilità.
Con le liste di Forza Italia erano stati candidati anche rappresentanti del movimento animalista di Michela Vittoria Brambilla, che auspicava lo stop agli allevamenti di animali usati per ricavarne pellicce, l'esclusione degli animali dal redditometro, cure veterinarie gratuite per i meno abbienti e l'istituzione di un garante dei diritti per gli animali.
La Lega, oltre la flat tax al 15%, aveva proposto la sostituzione integrale della legge Fornero e la possibilità di andare in pensione con 41 anni di contributi, la "rottamazione" delle cartelle esattoriali per i contribuenti in difficoltà, l'abolizione del limite all'uso del contante e la regolarizzazione della prostituzione. La Lega proponeva anche una riforma sanitaria basata su centri sanitari diffusi, visionando gli ospedali come i punti centrali in cui si curano solo le fasi acute, l'istituzione di una scuola di formazione per la dirigenza sanitaria pubblica e politiche ambientali basate su modelli di economia verde e circolare. In tema di sicurezza Salvini si era inoltre detto favorevole alla castrazione chimica «per chi abusa di minori e per chi reitera il reato di violenza sessuale» e alla reintroduzione della leva obbligatoria.
Fratelli d'Italia aveva proposto asili nido gratuiti, un assegno da 400 euro mensili per i nuovi nati fino al sesto anno di età, congedi parentali retribuiti all'80% fino al sesto anno dalla nascita, aumento di stipendi ed equipaggiamenti alle forze dell'ordine, maggiore uso dell'esercito come misura di contrasto alla criminalità, una nuova legge sulla legittima difesa, l'abolizione degli sconti automatici delle pene, l'eliminazione dei test di ingresso universitari sostituendoli con una selezione da effettuare dopo il primo anno accademico sul modello delle università francesi e, similmente alla Lega, una maggiore lotta all'immigrazione clandestina.
Il programma unitario presentato dalla coalizione del centrodestra, sottoscritto anche da Noi con l'Italia - UDC, prometteva anche di non tassare la prima casa ed eliminare le tasse sulla "prima auto", eliminare le imposte su successioni e donazioni, introdurre il principio del divieto di tassazione in assenza di reddito, la chiusura di Equitalia con la riscossione affidata agli enti locali, il rimpatrio dei clandestini, il ritorno di poliziotto e carabiniere di quartiere, la separazione delle carriere dei magistrati inquirenti e giudicanti, oltre a una legge costituzionale per impedire ai parlamentari di cambiare partito. L'osservatorio conti pubblici italiani dell'Università Cattolica del Sacro Cuore ne aveva stimato il costo complessivo in 136 miliardi, in grado di generare un disavanzo annuo di 54 miliardi e un effetto cumulato sul debito pari a 174 miliardi fino al 2022.

### Coalizione di centro-sinistra
Il programma del PD proponeva tra i punti principali l'introduzione di un salario minimo orario di 10 €, misura che avrebbe interessato il 15% dei lavoratori, ovvero coloro che non rientravano nei contratti collettivi nazionali; un taglio del cuneo contributivo per i contratti a tempo indeterminato (dal 33 al 29%); un assegno di ricollocamento per tutti i disoccupati; l'estensione delle esistenti detrazioni fiscali sui figli a carico minorenni fino a 240 euro mensili, in misura graduata rispetto al reddito e all'età del figlio; un bonus di 400 € per i bambini fino a tre anni da utilizzare per baby-sitter e asili nido; l'introduzione di una sorta di patente fiscale a punti per scoraggiare l'evasione; una nuova legge sullo ius soli al fine di far ottenere la cittadinanza ai bambini nati in Italia da genitori immigrati regolari e ai minori immigrati in Italia entro il dodicesimo anno di età, purché avessero frequentato almeno un ciclo di studio per cinque anni o seguito un percorso di istruzione e formazione professionale. 
Quanto ai costi, il programma del Partito Democratico prevedeva l'adozione di misure espansive per un totale di 38 miliardi di euro e il mantenimento del livello di avanzo primario al 2% fino a dieci anni, determinando - secondo i calcoli dell'Università Cattolica del Sacro Cuore - un effetto cumulato di aumento del debito pubblico pari a 122 miliardi in cinque anni.
La lista Civica Popolare aveva proposto asili nido gratis, una defiscalizzazione del welfare aziendale e altre misure in materia di sanità, tra cui il contrasto alle lunghe lista d'attesa e l'abolizione del superticket di 10 euro.
Il programma della lista Italia Europa Insieme invece puntava sul rilancio di un "piano casa" da mezzo miliardo l'anno, l'aumento dei fondi destinati alla lotta contro la povertà, la riduzione della tassazione sul lavoro, e un Green New Deal per l'attuazione di un modello di economia verde che auspicava, entro il 2030, di ridurre del 40% le emissioni di gas rispetto ai livelli del 1990.
Con Civica Popolare e Insieme, faceva parte della coalizione di centrosinistra anche +Europa, che, come suggerisce il nome della lista, puntava su una difesa dei temi europeisti, auspicando una maggiore integrazione tra i paesi dell'Unione Europea, difendendo con forza la moneta unica e quella che era stata definita l'unica "vera" sovranità, ovvero quella europea. +Europa proponeva anche il superamento della legge Bossi-Fini, la riduzione delle aliquote IRPEF, il congelamento della spesa pubblica per cinque anni e l'imposizione di un contributo di solidarietà sulle pensioni retributive. Infine, la lista promuoveva «libertà di ricerca», mirando a rimuovere gli ostacoli alle ricerche sulle malattie rare, sulla procreazione assistita, sugli embrioni e sulle biotecnologie, e mirava a istituire una nuova "agenzia per la ricerca".

### Movimento 5 Stelle

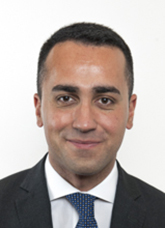
Luigi Di Maio, capo politico del Movimento 5 Stelle

Il Movimento 5 Stelle aveva presentato un programma tra i cui punti principali spiccava l'introduzione di un reddito di cittadinanza, nella misura di 780 € alle famiglie composte da una sola persona e 1 638 € alle famiglie con due figli, misura che sarebbe costata alle casse pubbliche tra i 15 e i 20 miliardi l'anno; il taglio del debito pubblico di 40 punti in rapporto al PIL nell'arco di due legislature, obiettivo che valeva 70 miliardi l'anno; incentivi per l'occupazione giovanile; un taglio delle pensioni superiori 5.000 euro netti non basate interamente sul metodo contributivo; la riduzione delle aliquote IRPEF e l'estensione della no tax area; l'aumento delle spese destinate al welfare familiare dall'1,5 al 2,5% del PIL, equivalente a maggiori spese per 17,5 miliardi; una legge costituzionale che obblighi i parlamentari a dimettersi se intendono cambiare partito. Il movimento, che aveva anche promesso una forte semplificazione legislativa, in tema ambientale prevedeva inoltre di bloccare la costruzione di nuovi inceneritori e la chiusura di quelli esistenti, bloccare le trivellazioni per l'estrazione di gas e petrolio, limitare le nuove edificazioni e incentivare la mobilità sostenibile, in particolare l'uso di mezzi pubblici e biciclette.
Per finanziare tali progetti il partito di Di Maio contava di recuperare fino a 50 miliardi dal taglio di "sprechi e privilegi" e ricorrere, almeno inizialmente, anche a un aumento del deficit, se necessario non rispettando quindi il patto di stabilità che imponeva di non chiudere il bilancio con un disavanzo superiore al 3% del PIL, contando poi di migliorare i conti sul lungo periodo grazie ai frutti degli investimenti effettuati. L'Università Cattolica del Sacro Cuore aveva stimato un costo complessivo del programma pari a 64 miliardi di indebolimento del bilancio primario, che avrebbe determinato un effetto cumulato pari a 205 miliardi di euro in cinque anni.
In vista delle elezioni Di Maio aveva presentato alla Presidenza della Repubblica, in una forma inedita per le campagne elettorali italiane, una lista dei ministri che in caso di eventuale vittoria del Movimento avrebbero formato il governo.

### Liberi e Uguali

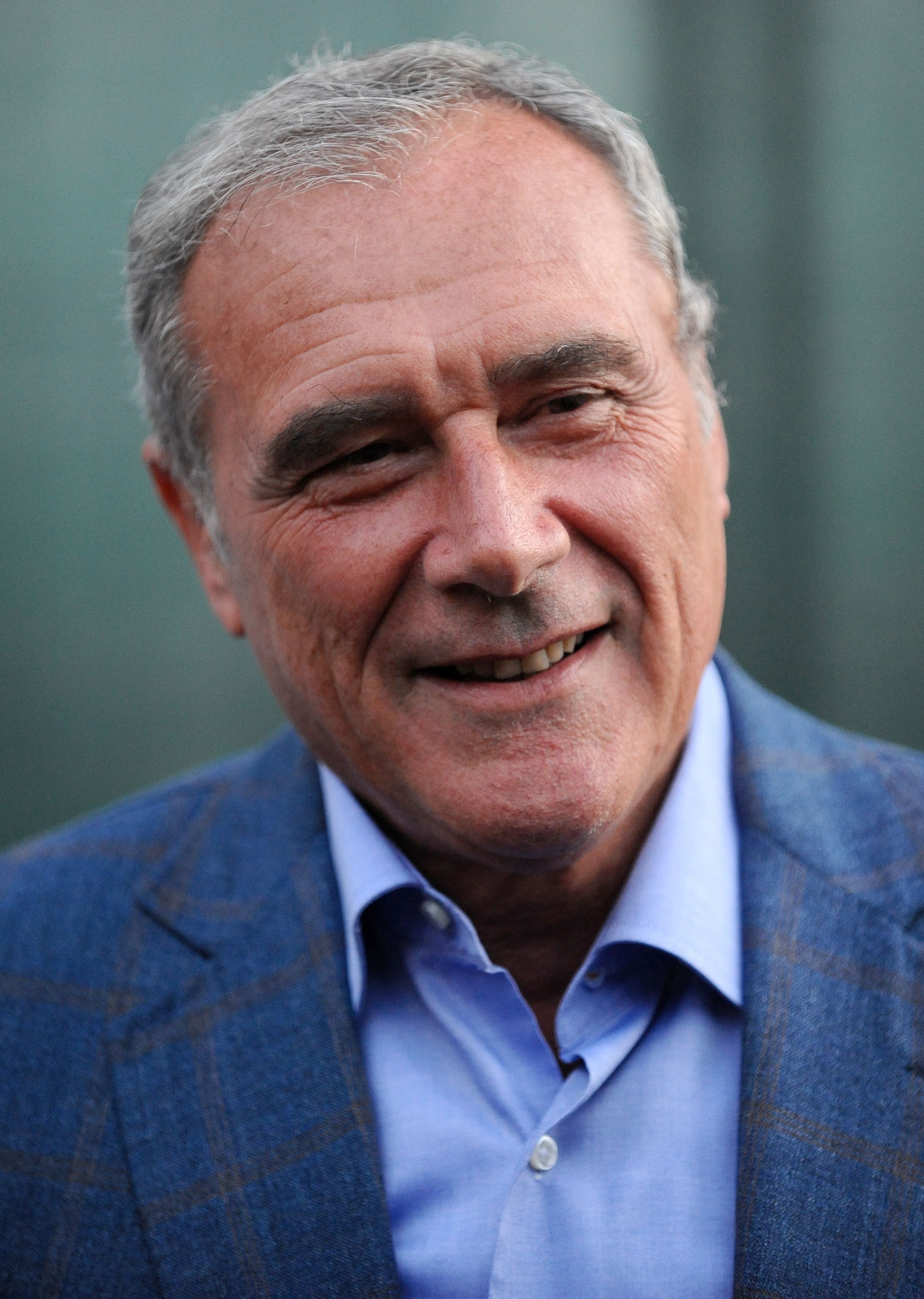
Pietro Grasso, leader di Liberi e Uguali

Liberi e Uguali aveva avanzato proposte sul diritto allo studio, proponendo in particolare la cancellazione delle tasse universitarie per gli studenti che sostengono gli esami in modo regolare, sulla lotta alla criminalità e sulla reintroduzione di tutele per i lavoratori eliminate dal Jobs Act. Tra i punti principali figurava anche il lancio di un "Grande Piano Verde" per il contrasto al dissesto idrogeologico e la messa in sicurezza degli edifici pubblici, da finanziare anche con l'introduzione di una carbon tax. In tema tecnologico il partito si dichiarava in difesa della neutralità della rete, mentre in tema di diritti civili proponeva una riforma del diritto di famiglia per raggiungere una piena equivalenza per le coppie LGBT con un unico istituto matrimoniale e una parità dei diritti anche sul piano della genitorialità, e la concessione della cittadinanza ai nati in Italia da genitori stranieri e agli immigrati di minore età che avessero completato almeno un ciclo di studi.

### Altre liste
La lista Potere al Popolo! proponeva, tra le altre cose, maggiori diritti ai lavoratori, un rilancio dei temi ambientalisti, tra cui il no alle grandi opere, e una riforma della giustizia che includeva la depenalizzazione dei delitti politici, pene più severe per i reati finanziari, la riforma dell'articolo 41 bis e l'abolizione dell'ergastolo.
Il Partito Comunista proponeva misure tra cui l'uscita unilaterale dell'Italia dall'Unione europea e dalla NATO, il ripudio del debito pubblico, la nazionalizzazione senza indennizzo dei settori produttivi strategici, dell'intero settore bancario e dei grandi patrimoni immobiliari, l'abolizione delle leggi sul lavoro che introducono il precariato e l'istituzione del salario minimo intercategoriale.
La lista Per una Sinistra Rivoluzionaria auspicava un rilancio dei temi della rivoluzione d'ottobre, e proponeva anche una ripartizione del lavoro tra tutta la collettività basata sulla riduzione dell'orario lavorativo.
CasaPound puntava invece sul reddito di natalità (500 euro al mese per ogni nuovo nato fino ai 16 anni di età), oltre che sul blocco dell'immigrazione clandestina, la nazionalizzazione della Banca d'Italia, l'uscita dall'UE e dall'euro, la revoca della cittadinanza per gli immigrati che hanno commesso reati gravi, e, ispirato alla politica economica fascista, in particolare al manifesto di Verona, l'istituzione di un ente per il "mutuo sociale" con l'obiettivo di rendere disponibili case a prezzi agevolati alle famiglie meno abbienti.
Anche Italia agli Italiani aveva fatto dello stop all'immigrazione clandestina una priorità, proponendo tra gli altri punti del programma il ripristino della sovranità monetaria, l'istituzione di un "reddito alle madri" per le madri italiane che non lavorano, bonus per la nascita di figli da genitori esclusivamente italiani e una lotta alla "propaganda gender".
Il programma de Il Popolo della Famiglia, ispirato dalla dottrina sociale della Chiesa cattolica, proponeva l'abrogazione della legge Cirinnà, il diniego alle adozioni gay e alla liberalizzazione delle droghe, il contrasto all'ideologia gender e alla pornografia, l'istituzione di un "reddito di maternità" e altre misure mirate a rinvigorire la natalità e a detassare i nuclei familiari.
La lista Partito Repubblicano - ALA aveva inserito nei primi punti del programma una maggiore detassazione e liberalizzazione del mondo del lavoro, proseguendo la strada incominciata con il Jobs Act e una riforma istituzionale per eliminare le regioni riorganizzando gli enti territoriali sul modello francese.
Il Partito Valore Umano aveva incentrato il primo punto del suo manifesto su pari opportunità, politiche di sostegno alle famiglie e "reddito di dignità"; il programma auspicava anche riforme costituzionali che prevedano una sola camera legislativa e l'abolizione delle regioni, la rimodulazione dell'orario lavorativo a 4 ore per ogni turno, la gratuità dei servizi pubblici "essenziali" inclusi istruzione e sanità, e un'"apertura alla medicina naturale e quantistica".

## Sondaggi
I sondaggi effettuati nei due mesi antecedenti il voto hanno generalmente configurato una suddivisione tripolare delle intenzioni di voto. A metà febbraio, prima dello stop alla pubblicazione di sondaggi politici in vigore nei quindici giorni antecedenti le elezioni, la coalizione di centro-destra, alla quale vengono attribuite tra il 36 e il 39% circa di preferenze, rimane mediamente in vantaggio di una decina di punti sulla coalizione di centro-sinistra e sul Movimento 5 Stelle, forze per entrambe le quali vengono registrati tra il 26 e il 29% circa di preferenze.
| Centro-destra | Centro-destra | Centro-destra | Centro-destra | Centro-destra | Centro-sinistra | Centro-sinistra | Centro-sinistra | M5S  | LeU | Altri |
| FI            | Lega          | FdI           | Altri         | Totale        | PD              | Altri           | Totale          | M5S  | LeU | Altri |
| ------------- | ------------- | ------------- | ------------- | ------------- | --------------- | --------------- | --------------- | ---- | --- | ----- |
| 16,4          | 13,4          | 4,6           | 2,3           | 36,7          | 22,8            | 4,5             | 27,4            | 28,1 | 5,7 | 2,3   |

Ne deriva quindi una previsione di spartizione dei seggi nella quale non emergeva chiaramente l'ottenimento di una maggioranza assoluta da uno dei partiti o delle coalizioni candidate. Uno studio di Salvatore Vassallo pubblicato su la Repubblica l'1 e il 2 febbraio, definendo come "contesi" i seggi derivanti da collegi uninominali nei quali il primo candidato nei sondaggi ha meno di cinque punti di vantaggio sul secondo, stimava per la Camera dei deputati (in cui la maggioranza assoluta equivale a 316 seggi) 259 seggi sicuri più 87 seggi contesi per il centro-destra; 133 seggi sicuri più 43 contesi per il centro-sinistra e 112 seggi sicuri più 57 contesi per il Movimento 5 Stelle.
Il 15 febbraio l'istituto Piepoli stimava per la Camera dei deputati 281 seggi per il centro-destra (di cui 136 eletti nei collegi uninominali, 68 dalle liste di FI, 56 dalla Lega e 21 da FdI), 166 seggi per il centro-sinistra (di cui 58 uninominali, 94 dalle liste del PD, 12 da +Europa e 1 dalle altre), 145 per il M5S (di cui 37 uninominali) e 26 per LeU (tutti dalla quota proporzionale). Nello stesso giorno Euromedia prevedeva almeno 273 seggi per il centro-destra, 156 per il centro-sinistra, 134 per M5S, 26 per LeU e 28 "incerti".
Il 16 febbraio, su un'analisi dei dati raccolti sul territorio nazionale nei 10 mesi precedenti, Ipsos stimava per la Camera tra 270 e 296 seggi per il centro-destra (119-139 per FI, 91-111 per la Lega, 34-44 per FdI e 11-17 per NcI-UdC), tra 148 e 168 per il centro-sinistra (126-146 per PD, 14-22 per +Europa e 2-6 per gli altri), tra 137 e 167 per il M5S e 20-28 per LeU. Analizzando i soli collegi uninominali, Ipsos ne stimava 135-145 per il centro-destra, 45-55 per il centro sinistra e 35-45 per il M5S.
| Istituto                                                                                                   | Centro-destra    | Centro-destra   | Centro-destra | Centro-destra | Centro-destra    | Centro-sinistra  | Centro-sinistra | Centro-sinistra  | M5S              | LeU           | Altri | Incerti | Note |
| Istituto                                                                                                   | FI               | Lega            | FdI           | Altri         | Totale           | PD               | Altri           | Totale           | M5S              | LeU           | Altri | Incerti | Note |
| --- | ---------------- | --------------- | ------------- | ------------- | ---------------- | ---------------- | --------------- | ---------------- | ---------------- | ------------- | ----- | ------- | ---- |
| Piepoli | -                | -               | -             | -             | 281              | -                | -               | 166              | 145              | 26            | -     | -       | *    |
| Euromedia                                                                                                  | -                | -               | -             | -             | 273              | -                | -               | 156              | 134              | 26            | -     | 28      | **   |
| Ixè | 147              | 96              | 39            | 15            | 297              | 119              | 22              | 141              | 164              | 24            | 4     | -       |      |
| YouTrend                                                                                                   | 130              | 107             | 39            | 12            | 288              | 143              | 7               | 150              | 157              | 23            | -     | -       | *    |
| Ipsos | 119-139 (Me 129) | 91-111 (Me 101) | 34-44 (Me 39) | 11-17 (Me 14) | 270-296 (Me 283) | 126-146 (Me 136) | 16-28 (Me 22)   | 148-168 (Me 158) | 137-167 (Me 152) | 20-28 (Me 24) | -     | -       | **   |
| EMG Acqua                                                                                                  | 108-138 (Me 123) | 91-121 (Me 106) | 30-50 (Me 40) | 5-15 (Me 10)  | 259-299 (Me 279) | 129-169 (Me 149) | 3-7 (Me 5)      | 135-175 (Me 155) | 143-183 (Me 163) | 16-26 (Me 21) | -     | -       | *    |
| * esclusi seggi circoscrizione Estero (12) ** esclusi seggi Valle d'Aosta (1) e circoscrizione Estero (12) |                  |                 |               |               |                  |                  |                 |                  |                  |               |       |         |      |

Rispetto alle previsioni, al comportamento degli elettori indecisi o propensi all'astensione, complessivamente stimati in circa 10 milioni, era attribuito un valore fino a cinque punti percentuali. Il 15 febbraio il Corriere della Sera, similmente all'analisi di Vassallo, aveva individuato 113 collegi uninominali (78 su 232 per la Camera e 35 su 116 per il Senato) come "incerti", identificandone come potenzialmente più decisivi per l'esito elettorale 35 collocati nel meridione, in particolare tra Sicilia, Campania e Calabria, contesi tra centro-destra e M5S. Per quanto riguarda la distribuzione geografica, il centro-destra era dato in vantaggio nella maggior parte delle regioni settentrionali e in buona parte dei collegi centro-meridionali (anche se con un margine ridotto), il centro-sinistra prevaleva nettamente in Emilia Romagna, Toscana e diversi collegi di Umbria, Marche e Trentino-Alto Adige; il Movimento 5 Stelle risultava invece più competitivo nelle regioni centrali adriatiche e in molti collegi di sud e isole.
Secondo Demos & Pi, in caso nessun schieramento avesse conquistato la maggioranza assoluta dei seggi, il 53% degli elettori intervistati tra il 12 e il 14 febbraio preferiva tornare subito al voto, mentre il 35% auspicava la formazione di un governo tecnico o comunque di larghe intese.

## Affluenza
Il corpo elettorale è stato di 50 782 650 elettori per la Camera dei deputati e 46 663 202 per il Senato. L'affluenza in Italia si è attestata appena sotto al 73%, peggiorando di circa 2,3 punti il record negativo nella serie storica della partecipazione al voto per le elezioni politiche nella storia repubblicana italiana (dal 1948) registrato nel 2013.
| Area   | Camera dei deputati | Camera dei deputati | Camera dei deputati | Camera dei deputati | Camera dei deputati | Senato           | Senato    | Senato       |
| Area   | Corpo elettorale    | Affluenza           | Affluenza           | Affluenza           | Affluenza           | Corpo elettorale | Affluenza | Affluenza    |
| Area   | Corpo elettorale    | h 12:00             | h 19:00             | h 23:00             | Var. da 2013        | Corpo elettorale | h 23:00   | Var. da 2013 |
| ------ | ------------------- | ------------------- | ------------------- | ------------------- | ------------------- | ---------------- | --------- | ------------ |
| Italia | 46 604 925          | 19,43%              | 58,40%              | 72,93%              | -2,31%              | 42 871 428       | 72,99%    | -2,27%       |
| Estero | 4 177 725           |                     |                     |                     |                     | 3 791 774        |           |              |

## Risultati

### Camera dei deputati
I risultati di seguito indicati sono attinti dalle relazioni approvate dalla Giunta delle elezioni sulla base delle verifiche condotte sui verbali delle sezioni elettorali, discostandosi sia dai risultati proclamati dalla Corte suprema di cassazione, sia dai risultati pubblicati dal sito istituzionale del ministero dell'interno.

#### Italia (eccetto Valle d'Aosta)
|                            | Lega per Salvini Premier                    | 5 702 517  | 17,36 | 73  | 12 154 659 | 37,00 | 111 |  |  |
|                            | Forza Italia                                | 4 612 856  | 14,04 | 59  | 12 154 659 | 37,00 | 111 |  |  |
|                            | Fratelli d'Italia                           | 1 421 109  | 4,33  | 19  | 12 154 659 | 37,00 | 111 |  |  |
|                            | Noi con l'Italia – UDC                      | 418 177    | 1,27  | –   | 12 154 659 | 37,00 | 111 |  |  |
|                            | Movimento 5 Stelle                          | 10 734 839 | 32,68 | 133 | 10 734 839 | 32,68 | 92  |  |  |
|                            | Partito Democratico                         | 6 178 205  | 18,81 | 86  | 7 508 073  | 22,86 | 28  |  |  |
|                            | +Europa                                     | 836 619    | 2,55  | –   | 7 508 073  | 22,86 | 28  |  |  |
|                            | Italia Europa Insieme                       | 184 090    | 0,56  | –   | 7 508 073  | 22,86 | 28  |  |  |
|                            | Civica Popolare                             | 174 564    | 0,53  | –   | 7 508 073  | 22,86 | 28  |  |  |
|                            | SVP – PATT                                  | 134 595    | 0,41  | 2   | 7 508 073  | 22,86 | 28  |  |  |
|                            | Liberi e Uguali                             | 1 114 989  | 3,39  | 14  | 1 114 989  | 3,39  | –   |  |  |
|                            | Potere al Popolo!                           | 372 049    | 1,13  | –   | 372 049    | 1,13  | –   |  |  |
|                            | CasaPound                                   | 312 312    | 0,95  | –   | 312 312    | 0,95  | –   |  |  |
|                            | Il Popolo della Famiglia                    | 219 644    | 0,67  | –   | 219 644    | 0,67  | –   |  |  |
|                            | Italia agli Italiani (FN - MSFT)            | 126 632    | 0,39  | –   | 126 229    | 0,38  | –   |  |  |
|                            | Partito Comunista                           | 106 816    | 0,33  | –   | 106 816    | 0,33  | –   |  |  |
|                            | Partito Valore Umano                        | 47 947     | 0,15  | –   | 47 947     | 0,15  | –   |  |  |
|                            | 10 Volte Meglio                             | 37 003     | 0,11  | –   | 37 003     | 0,11  | –   |  |  |
|                            | Per una Sinistra Rivoluzionaria (SCR - PCL) | 29 269     | 0,09  | –   | 29 269     | 0,09  | –   |  |  |
|                            | Partito Repubblicano Italiano – ALA         | 20 976     | 0,06  | –   | 20 976     | 0,06  | –   |  |  |
|                            | Grande Nord                                 | 19 851     | 0,06  | –   | 19 851     | 0,06  | –   |  |  |
|                            | Autodeterminatzione                         | 19 308     | 0,06  | –   | 19 308     | 0,06  | –   |  |  |
|                            | Lista del Popolo per la Costituzione        | 9 353      | 0,03  | –   | 9 353      | 0,03  | –   |  |  |
|                            | Patto per l'Autonomia                       | 7 080      | 0,02  | –   | 7 080      | 0,02  | –   |  |  |
|                            | Blocco Nazionale per le Libertà (DC - IR)   | 3 596      | 0,01  | –   | 3 596      | 0,01  | –   |  |  |
|                            | Siamo                                       | 1 428      | 0,00  | –   | 1 428      | 0,00  | –   |  |  |
|                            | Rinascimento MIR                            | 595        | 0,00  | –   | 507        | 0,00  | –   |  |  |
|                            | Italia nel Cuore                            | 574        | 0,00  | –   | 574        | 0,00  | –   |  |  |
| Totale                     | Totale                                      | 32 846 993 | 100   | 386 | 32 846 502 | 100   | 231 |  |  |
|                            |                                             |            |       |     |            |       |     |  |  |
| Schede bianche             | Schede bianche                              | 388 264    | 1,14  |     |            |       |     |  |  |
| Schede nulle               | Schede nulle                                | 688 853    | 2,03  |     |            |       |     |  |  |
| Votanti                    | Votanti                                     | 33 924 110 | 72,61 |     |            |       |     |  |  |
| Elettori                   | Elettori                                    | 46 719 637 |       |     |            |       |     |  |  |
|                            |                                             |            |       |     |            |       |     |  |  |
| Data: 4 marzo 2018         |                                             |            |       |     |            |       |     |  |  |
| Fonte: Camera dei deputati |                                             |            |       |     |            |       |     |  |  |

#### Valle d'Aosta
|                | Movimento 5 Stelle                                     | 15 999 | 24,11 | 1 |  |  |
|                | Vallée d'Aoste (PD - UV - UVP - EPAV)                  | 14 429 | 21,74 | – |  |  |
|                | Pour Tous Per Tutti Pe Tcheut                          | 12 118 | 18,26 | – |  |  |
|                | Lega per Salvini Premier                               | 11 588 | 17,46 | – |  |  |
|                | Forza Italia – Fratelli d'Italia – Nuova Valle d'Aosta | 5 533  | 8,34  | – |  |  |
|                | Risposta Civica                                        | 2 623  | 3,95  | – |  |  |
|                | Potere al Popolo!                                      | 1 700  | 2,56  | – |  |  |
|                | CasaPound                                              | 1 205  | 1,82  | – |  |  |
|                | Partito Valore Umano                                   | 1 175  | 1,77  | – |  |  |
| Totale         | Totale                                                 | 66 370 | 100   | 1 |  |  |
|                |                                                        |        |       |   |  |  |
| Schede bianche | Schede bianche                                         | 2 047  | 2,85  |   |  |  |
| Schede nulle   | Schede nulle                                           | 3 530  | 4,91  |   |  |  |
| Votanti        | Votanti                                                | 71 947 | 72,05 |   |  |  |
| Elettori       | Elettori                                               | 99 861 |       |   |  |  |

#### Estero
|                | Partito Democratico                       | 297 186   | 26,44 | 5  |  |  |
|                | Lega – Forza Italia – Fratelli d'Italia   | 240 916   | 21,43 | 3  |  |  |
|                | Movimento 5 Stelle                        | 197 319   | 17,55 | 1  |  |  |
|                | Movimento Associativo Italiani all'Estero | 107 402   | 9,56  | 1  |  |  |
|                | Unione Sudamericana Emigrati Italiani     | 68 460    | 6,09  | 1  |  |  |
|                | Liberi e Uguali                           | 64 592    | 5,75  | –  |  |  |
|                | +Europa                                   | 64 531    | 5,74  | 1  |  |  |
|                | Civica Popolare                           | 32 322    | 2,88  | –  |  |  |
|                | Unione Tricolore America Latina           | 25 393    | 2,26  | –  |  |  |
|                | Noi con l'Italia – UDC                    | 12 360    | 1,10  | –  |  |  |
|                | Movimento delle Libertà                   | 10 345    | 0,92  | –  |  |  |
|                | Partito Repubblicano Italiano – ALA       | 2 258     | 0,20  | –  |  |  |
|                | Free Flights to Italy                     | 947       | 0,08  | –  |  |  |
| Totale         | Totale                                    | 1 124 031 | 100   | 12 |  |  |
|                |                                           |           |       |    |  |  |
| Schede bianche | Schede bianche                            | 17 265    | 1,36  |    |  |  |
| Schede nulle   | Schede nulle                              | 124 553   | 9,84  |    |  |  |
| Votanti        | Votanti                                   | 1 265 849 | 37,87 |    |  |  |
| Elettori       | Elettori                                  | 3 342 346 |       |    |  |  |

### Senato della Repubblica
I risultati di seguito indicati sono attinti dal verbale delle operazioni dell'Ufficio centrale nazionale presso la Corte di cassazione, discostandosi dai risultati pubblicati dal ministero dell'interno.
Al Senato fu inizialmente attribuito un seggio in meno di quelli previsti (314 anziché 315) poiché nella Circoscrizione Sicilia il numero di seggi spettanti al Movimento 5 Stelle nella parte proporzionale superava di un'unità il numero di candidati. La legge elettorale disciplina tale ipotesi per la sola Camera, mentre non detta alcuna previsione per quanto riguarda il Senato; il seggio così rimasto vacante è stato assegnato dalla Giunta delle elezioni a Emma Pavanelli, prima dei non eletti in Umbria, il 31 luglio 2019.

#### Italia (eccetto Valle d'Aosta)
| Liste          | Liste                                       | Proporzionale | Proporzionale | Proporzionale | Maggioritario | Maggioritario | Maggioritario |  |
| Liste          | Liste                                       | Voti          | %             | Seggi         | Voti          | %             | Seggi         |  |
| -------------- | ------------------------------------------- | ------------- | ------------- | ------------- | ------------- | ------------- | ------------- |  |
|                | Lega per Salvini Premier                    | 5 321 537     | 17,61         | 37            | 11 327 549    | 37,50         | 58            |  |
|                | Forza Italia                                | 4 358 004     | 14,43         | 33            | 11 327 549    | 37,50         | 58            |  |
|                | Fratelli d'Italia                           | 1 286 606     | 4,26          | 7             | 11 327 549    | 37,50         | 58            |  |
|                | Noi con l'Italia – UDC                      | 361 402       | 1,20          | –             | 11 327 549    | 37,50         | 58            |  |
|                | Movimento 5 Stelle                          | 9 733 928     | 32,22         | 68            | 9 733 928     | 32,22         | 44            |  |
|                | Partito Democratico                         | 5 783 360     | 19,14         | 43            | 6 947 199     | 23,00         | 13            |  |
|                | +Europa                                     | 714 821       | 2,37          | –             | 6 947 199     | 23,00         | 13            |  |
|                | Italia Europa Insieme                       | 163 454       | 0,54          | –             | 6 947 199     | 23,00         | 13            |  |
|                | Civica Popolare                             | 157 282       | 0,52          | –             | 6 947 199     | 23,00         | 13            |  |
|                | SVP – PATT                                  | 128 282       | 0,42          | 1             | 6 947 199     | 23,00         | 13            |  |
|                | Liberi e Uguali                             | 991 159       | 3,28          | 4             | 991 159       | 3,28          | –             |  |
|                | Potere al Popolo!                           | 320 493       | 1,06          | –             | 320 493       | 1,06          | –             |  |
|                | CasaPound                                   | 259 718       | 0,86          | –             | 259 718       | 0,86          | –             |  |
|                | Il Popolo della Famiglia                    | 211 759       | 0,70          | –             | 211 759       | 0,70          | –             |  |
|                | Italia agli Italiani (FN - MSFT)            | 149 907       | 0,50          | –             | 149 907       | 0,50          | –             |  |
|                | Partito Comunista                           | 101 648       | 0,34          | –             | 101 648       | 0,34          | –             |  |
|                | Partito Valore Umano                        | 38 749        | 0,13          | –             | 38 749        | 0,13          | –             |  |
|                | Per una Sinistra Rivoluzionaria (SCR - PCL) | 32 623        | 0,11          | –             | 32 623        | 0,11          | –             |  |
|                | Partito Repubblicano Italiano – ALA         | 27 384        | 0,09          | –             | 27 384        | 0,09          | –             |  |
|                | Autodeterminatzione                         | 20 468        | 0,07          | –             | 20 468        | 0,07          | –             |  |
|                | Grande Nord                                 | 17 507        | 0,06          | –             | 17 507        | 0,06          | –             |  |
|                | Lista del Popolo per la Costituzione        | 10 356        | 0,03          | –             | 10 356        | 0,03          | –             |  |
|                | Destre Unite                                | 6 229         | 0,02          | –             | 6 229         | 0,02          | –             |  |
|                | Democrazia Cristiana                        | 5 532         | 0,02          | –             | 5 532         | 0,02          | –             |  |
|                | Patto per l'Autonomia                       | 5 015         | 0,02          | –             | 5 015         | 0,02          | –             |  |
|                | Siamo                                       | 1 402         | 0,00          | –             | 1 402         | 0,00          | –             |  |
|                | Stato Moderno Solidale                      | 1 384         | 0,00          | –             | 1 384         | 0,00          | –             |  |
|                | Rinascimento MIR                            | 552           | 0,00          | –             | 354           | 0,00          | –             |  |
| Totale         | Totale                                      | 30 210 561    | 100           | 193           | 30 210 363    | 100           | 115           |  |
|                |                                             |               |               |               |               |               |               |  |
| Schede bianche | Schede bianche                              | 376 765       | 1,21          |               |               |               |               |  |
| Schede nulle   | Schede nulle                                | 644 686       | 2,06          |               |               |               |               |  |
| Votanti        | Votanti                                     | 31 231 814    | 73,01         |               |               |               |               |  |
| Elettori       | Elettori                                    | 42 780 033    |               |               |               |               |               |  |

#### Valle d'Aosta
|                | Vallée d'Aoste (PD - UV - UVP - EPAV)                  | 15 958 | 25,76 | 1 |  |  |
|                | Movimento 5 Stelle                                     | 14 398 | 23,25 | – |  |  |
|                | Lega                                                   | 11 004 | 17,77 | – |  |  |
|                | Pour Tous - Per Tutti - Pe Tcheut                      | 9 659  | 15,59 | – |  |  |
|                | Forza Italia – Fratelli d'Italia – Nuova Valle d'Aosta | 5 223  | 8,43  | – |  |  |
|                | Risposta Civica                                        | 1 911  | 3,09  | – |  |  |
|                | Potere al Popolo!                                      | 1 688  | 2,73  | – |  |  |
|                | CasaPound                                              | 1 207  | 1,95  | – |  |  |
|                | Partito Valore Umano                                   | 890    | 1,44  | – |  |  |
| Totale         | Totale                                                 | 61 938 | 100   | 1 |  |  |
|                |                                                        |        |       |   |  |  |
| Schede bianche | Schede bianche                                         | 1 631  | 2,45  |   |  |  |
| Schede nulle   | Schede nulle                                           | 3 101  | 4,65  |   |  |  |
| Votanti        | Votanti                                                | 66 670 | 72,40 |   |  |  |
| Elettori       | Elettori                                               | 92 087 |       |   |  |  |

#### Estero
|                | Partito Democratico                       | 279 489   | 27,08 | 2 |  |  |
|                | Lega – Forza Italia – Fratelli d'Italia   | 226 885   | 21,98 | 2 |  |  |
|                | Movimento 5 Stelle                        | 182 715   | 17,70 | – |  |  |
|                | Movimento Associativo Italiani all'Estero | 110 879   | 10,74 | 1 |  |  |
|                | Unione Sudamericana Emigrati Italiani     | 68 233    | 6,61  | 1 |  |  |
|                | Liberi e Uguali                           | 57 761    | 5,60  | – |  |  |
|                | +Europa                                   | 55 625    | 5,39  | – |  |  |
|                | Civica Popolare                           | 32 660    | 3,16  | – |  |  |
|                | Noi con l'Italia – UDC                    | 10 856    | 1,05  | – |  |  |
|                | Movimento delle Libertà                   | 6 960     | 0,67  | – |  |  |
| Totale         | Totale                                    | 1 032 063 | 100   | 6 |  |  |
|                |                                           |           |       |   |  |  |
| Schede bianche | Schede bianche                            | 17 508    | 1,51  |   |  |  |
| Schede nulle   | Schede nulle                              | 111 414   | 9,60  |   |  |  |
| Votanti        | Votanti                                   | 1 160 985 | 30,27 |   |  |  |
| Elettori       | Elettori                                  | 3 835 780 |       |   |  |  |

## Riepilogo dei seggi
La ripartizione dei seggi fra le liste collegate è effettuata tenuto conto del partito di appartenenza di ciascun eletto in sede maggioritaria, dedotto dal tesseramento e/o gruppo parlamentare di adesione ad inizio legislatura.
| Liste                                | Liste                                     | Camera dei deputati | Camera dei deputati | Camera dei deputati | Camera dei deputati | Camera dei deputati | Senato della Repubblica | Senato della Repubblica | Senato della Repubblica | Senato della Repubblica | Senato della Repubblica |
| Liste                                | Liste                                     | Prop.               | Magg.               | Aosta               | Estero              | Totale              | Prop.                   | Magg.                   | Aosta                   | Estero                  | Totale                  |
| ------------------------------------ | ----------------------------------------- | ------------------- | ------------------- | ------------------- | ------------------- | ------------------- | ----------------------- | ----------------------- | ----------------------- | ----------------------- | ----------------------- |
|                                      | Lega per Salvini Premier                  | 73                  | 50                  | -                   | 2                   | 125                 | 37                      | 21                      | -                       | -                       | 58                      |
|                                      | Forza Italia (2013)                       | 59                  | 44                  | -                   | 1                   | 104                 | 33                      | 22                      | -                       | 2                       | 57                      |
|                                      | Fratelli d'Italia (partito politico)      | 19                  | 13                  | -                   | -                   | 32                  | 7                       | 11                      | -                       | -                       | 18                      |
|                                      | Noi con l'Italia – UDC                    | -                   | 4                   | -                   | -                   | 4                   | -                       | 4                       | -                       | -                       | 4                       |
| Totale coalizione di centro-destra   | Totale coalizione di centro-destra        | 151                 | 111                 | -                   | 3                   | 265                 | 77                      | 58                      | -                       | 2                       | 137                     |
|                                      |                                           |                     |                     |                     |                     |                     |                         |                         |                         |                         |                         |
|                                      | Movimento 5 Stelle                        | 133                 | 92                  | 1                   | 1                   | 227                 | 68                      | 44                      | -                       | -                       | 112                     |
|                                      |                                           |                     |                     |                     |                     |                     |                         |                         |                         |                         |                         |
|                                      | Partito Democratico (Italia)              | 86                  | 21                  | -                   | 5                   | 112                 | 43                      | 8                       | -                       | 2                       | 53                      |
|                                      | +Europa                                   | -                   | 2                   | -                   | 1                   | 3                   | -                       | 1                       | -                       | -                       | 1                       |
|                                      | Italia Europa Insieme                     | -                   | 1                   | -                   | -                   | 1                   | -                       | 1                       | -                       | -                       | 1                       |
|                                      | Civica Popolare                           | -                   | 2                   | -                   | -                   | 2                   | -                       | 1                       | -                       | -                       | 1                       |
|                                      | Südtiroler Volkspartei – PATT             | 2                   | 2                   | -                   | -                   | 4                   | 1                       | 2                       | -                       | -                       | 3                       |
| Totale coalizione di centro-sinistra | Totale coalizione di centro-sinistra      | 88                  | 28                  | -                   | 6                   | 122                 | 44                      | 13                      | -                       | 2                       | 59                      |
|                                      |                                           |                     |                     |                     |                     |                     |                         |                         |                         |                         |                         |
|                                      | Liberi e Uguali                           | 14                  | -                   | -                   | -                   | 14                  | 4                       | -                       | -                       | -                       | 4                       |
|                                      | Movimento Associativo Italiani all'Estero | -                   | -                   | -                   | 1                   | 1                   | -                       | -                       | -                       | 1                       | 1                       |
|                                      | Unione Sudamericana Emigrati Italiani     | -                   | -                   | -                   | 1                   | 1                   | -                       | -                       | -                       | 1                       | 1                       |
|                                      | Vallée d'Aoste (2018)                     | -                   | -                   | -                   | -                   | -                   | -                       | -                       | 1                       | -                       | 1                       |
| Totale                               | Totale                                    | 386                 | 231                 | 1                   | 12                  | 630                 | 193                     | 115                     | 1                       | 6                       | 315                     |

### Riepilogo assegnazione seggi

#### Per lista
|                        |                        |  |         |         |
| ---------------------- | ---------------------- |  | ------- | ------- |
| Movimento 5 Stelle     | Movimento 5 Stelle     |  | 227/630 | 227/630 |
| Lega                   | Lega                   |  | 125/630 | 125/630 |
| Partito Democratico    | Partito Democratico    |  | 112/630 | 112/630 |
| Forza Italia           | Forza Italia           |  | 104/630 | 104/630 |
| Fratelli d'Italia      | Fratelli d'Italia      |  | 32/630  | 32/630  |
| Liberi e Uguali        | Liberi e Uguali        |  | 14/630  | 14/630  |
| Noi con l'Italia - UDC | Noi con l'Italia - UDC |  | 4/630   | 4/630   |
| SVP - PATT             | SVP - PATT             |  | 4/630   | 4/630   |
| +Europa                | +Europa                |  | 3/630   | 3/630   |
| Civica Popolare        | Civica Popolare        |  | 2/630   | 2/630   |
| Italia Europa Insieme  | Italia Europa Insieme  |  | 1/630   | 1/630   |
| MAIE                   | MAIE                   |  | 1/630   | 1/630   |
| USEI                   | USEI                   |  | 1/630   | 1/630   |
|                        |                        |  |         |         |

|                        |                        |  |         |         |
| ---------------------- | ---------------------- |  | ------- | ------- |
| Movimento 5 Stelle     | Movimento 5 Stelle     |  | 112/321 | 112/321 |
| Lega                   | Lega                   |  | 58/321  | 58/321  |
| Forza Italia           | Forza Italia           |  | 57/321  | 57/321  |
| Partito Democratico    | Partito Democratico    |  | 53/321  | 53/321  |
| Fratelli d'Italia      | Fratelli d'Italia      |  | 18/321  | 18/321  |
| Noi con l'Italia - UDC | Noi con l'Italia - UDC |  | 4/321   | 4/321   |
| Liberi e Uguali        | Liberi e Uguali        |  | 4/321   | 4/321   |
| SVP - PATT             | SVP - PATT             |  | 3/321   | 3/321   |
| +Europa                | +Europa                |  | 1/321   | 1/321   |
| Civica Popolare        | Civica Popolare        |  | 1/321   | 1/321   |
| Italia Europa Insieme  | Italia Europa Insieme  |  | 1/321   | 1/321   |
| Union Valdôtaine       | Union Valdôtaine       |  | 1/321   | 1/321   |
| MAIE                   | MAIE                   |  | 1/321   | 1/321   |
| USEI                   | USEI                   |  | 1/321   | 1/321   |
| Senatori a vita        | Senatori a vita        |  | 6/321   | 6/321   |
|                        |                        |  |         |         |

#### Per coalizione
|                    |                    |  |         |         |
| ------------------ | ------------------ |  | ------- | ------- |
| Centro-destra      | Centro-destra      |  | 265/630 | 265/630 |
| Movimento 5 Stelle | Movimento 5 Stelle |  | 227/630 | 227/630 |
| Centro-sinistra    | Centro-sinistra    |  | 122/630 | 122/630 |
| Liberi e Uguali    | Liberi e Uguali    |  | 14/630  | 14/630  |
| MAIE               | MAIE               |  | 1/630   | 1/630   |
| USEI               | USEI               |  | 1/630   | 1/630   |
|                    |                    |  |         |         |

|                    |                    |  |         |         |
| ------------------ | ------------------ |  | ------- | ------- |
| Centro-destra      | Centro-destra      |  | 137/321 | 137/321 |
| Movimento 5 Stelle | Movimento 5 Stelle |  | 112/321 | 112/321 |
| Centro-sinistra    | Centro-sinistra    |  | 59/321  | 59/321  |
| Liberi e Uguali    | Liberi e Uguali    |  | 4/321   | 4/321   |
| Union Valdôtaine   | Union Valdôtaine   |  | 1/321   | 1/321   |
| MAIE               | MAIE               |  | 1/321   | 1/321   |
| USEI               | USEI               |  | 1/321   | 1/321   |
| Senatori a vita    | Senatori a vita    |  | 6/321   | 6/321   |
|                    |                    |  |         |         |

### Distribuzione del voto
| Distribuzione del voto alla Camera dei deputati | Distribuzione del voto alla Camera dei deputati | Distribuzione del voto alla Camera dei deputati        |
| ----------------------------------------------- | ----------------------------------------------- | ------------------------------------------------------ |
|                                                 |                                                 |                                                        |
| Voto di lista per comune                        | Voto di lista/coalizione per comune             | Distacco tra i primi due candidati nei singoli collegi |

## Conseguenze
Dopo una crisi istituzionale durata 89 giorni (la più lunga della storia repubblicana, avendo superato la crisi di governo di 83 giorni che portò alla formazione del Governo Amato I nel 1992), il Presidente della Repubblica Sergio Mattarella affidò l'incarico di formare un nuovo governo a Giuseppe Conte, giurista e docente universitario vicino al Movimento 5 Stelle, designato a presiedere un governo di coalizione tra Movimento 5 Stelle e Lega. Il Governo Conte I entrò in carica il 1º giugno 2018, ricevendo la fiducia al Senato il 5 e alla Camera il 6 giugno.

## Analisi del voto
Un sondaggio effettuato dall'istituto Tecnè su un campione di oltre 30.000 persone il 4 marzo 2018 con un margine di errore dichiarato tra il ±1,1% e il ±2,5% illustra la suddivisione dell'elettorato.
| Partito             | 18-30 | 31-44 | 45-64 | Oltre 64 |
| ------------------- | ----- | ----- | ----- | -------- |
| Movimento 5 Stelle  | 44%   | 40%   | 30%   | 19%      |
| Partito Democratico | 15%   | 15%   | 18%   | 27%      |
| Lega                | 13%   | 17%   | 19%   | 18%      |
| Forza Italia        | 11%   | 10%   | 16%   | 18%      |
| Fratelli d'Italia   | 3%    | 5%    | 5%    | 4%       |
| Liberi e Uguali     | 2%    | 3%    | 3%    | 4%       |
| +Europa             | 4%    | 2%    | 2%    | 2%       |
| Altri               | 8%    | 8%    | 7%    | 8%       |

| Partito             | Laurea | Diploma | Scuola elementare |
| ------------------- | ------ | ------- | ----------------- |
| Movimento 5 Stelle  | 30%    | 37%     | 24%               |
| Partito Democratico | 22%    | 17%     | 19%               |
| Lega                | 13%    | 18%     | 22%               |
| Forza Italia        | 10%    | 13%     | 24%               |
| Fratelli d'Italia   | 5%     | 5%      | 3%                |
| Liberi e Uguali     | 4%     | 3%      | 2%                |
| +Europa             | 5%     | 2%      | 1%                |
| Altri               | 11%    | 5%      | 5%                |

| Partito             | Autonomo | Pubblico | Privato | Precario | Disoccupato | Pensionato | Casalinga | Studente |
| ------------------- | -------- | -------- | ------- | -------- | ----------- | ---------- | --------- | -------- |
| Movimento 5 Stelle  | 33%      | 32%      | 34%     | 39%      | 50%         | 20%        | 31%       | 49%      |
| Partito Democratico | 16%      | 25%      | 18%     | 14%      | 8%          | 27%        | 14%       | 14%      |
| Lega                | 18%      | 12%      | 20%     | 19%      | 16%         | 18%        | 19%       | 12%      |
| Forza Italia        | 15%      | 11%      | 11%     | 11%      | 10%         | 18%        | 22%       | 7%       |
| Fratelli d'Italia   | 4%       | 6%       | 3%      | 6%       | 4%          | 4%         | 5%        | 2%       |
| Liberi e Uguali     | 3%       | 4%       | 3%      | 4%       | 2%          | 4%         | 2%        | 3%       |
| +Europa             | 3%       | 3%       | 2%      | 3%       | 3%          | 3%         | 2%        | 4%       |
| Altri               | 8%       | 7%       | 9%      | 4%       | 7%          | 6%         | 5%        | 9%       |

## Galleria d'immagini

Movimento 5 Stelle
Partito Democratico
Lega
Forza Italia
Fratelli d'Italia
Liberi e Uguali
+Europa
Candidati uninominali centro-destra
Candidati uninominali Movimento 5 Stelle
Candidati uninominali centro-sinistra
Candidati uninominali Liberi e Uguali
Lista maggioritaria nei Paesi della circoscrizione Estero